# Charles Pinot Duclos
Charles Pinot Duclos, född 12 februari 1704 i Dinan i Frankrike, död 26 mars 1772 i Paris, var en fransk författare och upplysningsman.
Duclos var från 1747 ledamot och ständig sekreterare i Franska Akademien, blev 1750 Voltaires efterträdare som kunglig historiograf och adlades 1755. Duclos författarskap omfattar romaner, historiska arbeten som Histoire de Louis XI (4 band, 1745), Mémoires secrets sur le règne de Louis XIV, la régence et le règne de Louis XV (2 band, 1791), samt den tidstypiska Considérations sur les mœrs de ce siècle (1751) och andra småsaker. Bland de senare märks en conte, Acajou et Zirphile (1744), avsedd att utgöra ny text till de kopparstick efter Boucherteckningar som pryder Carl Gustaf Tessins Faunillane.